# Yuma (pel·lícula)
Yuma (títol original en anglès: Run of the Arrow) és una pel·lícula dels Estats Units dirigida per Samuel Fuller el 1957. Ha estat doblada al català.

## Argument[2]
El 9 d'abril de 1865, en el camp de batalla de Appomatox, el confederat O'Meara (Rod Steiger), dispara l'última bala de la Guerra de Secessió contra el tinent nordista Driscoll, (Ralph Meeker). Aquest, greument ferit al pit és portat a l'hospital on és curat.
O'Meara torna a la seva ciutat; festejat com un heroi, se li lliura com a trofeu la bala que li han disparat amb una inscripció commemorativa que portarà des d'aleshores en una cadena. Però no accepta com els seus compatriotes i la seva família la derrota, el lligament als Estats Units i, exasperat, seguirà La lluita amb els Sioux que lluiten encara contra els ianquis. Escapa als nordistes que podrien haver-lo capturar i arriba a territori indis, experimenta el terrible "Judici de les fletxes", un cursa amb els peus nus on ha d'escapar les fletxes dels seus perseguidors. Ho aconsegueix gràcies a la complicitat de Yellow Mocassin, Sara Montiel que l'amaga.
Guanyador de la prova, és admès entre els sioux, es casa amb la jove índia que l'ha salvat i adopta el seu fill que és mut, Billy Miller.
Els anys passen, s'instal·la la pau. O'Meara torna a tenir contacte amb els seus antics adversaris guiant els enginyers que construeixen el fort Abraham Lincoln a la vora del territori sioux sota la protecció d'un destacament militar comandat pel capità Clark, (Brian Keith). Entre els indis alguns no accepten els compromisos ni la presència dels militars com Crazy Wolf, (H. M. Wynant) que pararà una emboscada a un comboi i matarà el capità Clark.
Aquesta és l'ocasió pel tinent Driscoll de prendre el comandament, la coartada per violar el tractat de pau i la possibilitat de fer penjar O'Meara per traïció. Els sioux contraataquen, massacren els soldats i capturen Driscoll que és lligat al pilar de tortura. O'Meara que havia estat alliberat, posa fi als seus sofriments amb la bala que es portava sobre el seu pit, la que havia ferit Driscoll a Appomatox...

## Repartiment
- Rod Steiger: John O'Meara
- Sara Montiel: Yellow Moccasin
- Ralph Meeker: Tinent Driscoll
- Charles Bronson: Blue Buffalo
- Jay C. Flippen: Walking Coyote
- H. M. Wynant: Crazy Wolf
- Brian Keith: Capità Clark
- Neyle Morrow: Tinent Stockwell
- Frank DeKova: Red Cloud
- Olive Carey: Madame O'Meara
- Frank Warner: Cantant i intèrpret de banjo
- Tim McCoy: General Allen
- Carleton Young:El cirurgià
- Roscoe Ates: un home a l'embarcador
- Emile Avery: El General Ulysses Simpson Grant
- Frank Baker: El General Robert Edward Lee
- Chuck Hayward: Brigada
- Tex Holden: l'home amb una cama de fusta
- Billy Miller: Silent Tongue
- Frank O'Connor: un home al moll
- Don Orlando: Vinci
- Stuart Randall: Coronel Taylor
- Chuck Roberson: Sergent
- George Ross: Archer
- Ray Stevens: un indi
- Bill White Jr.: El sergent Moore